# Rotonda de Galerio

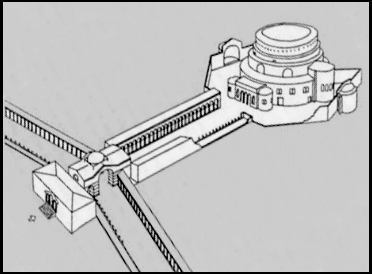
Reconstrucción del conjunto de Arco y Rotonda de Galerio.

El Arco de Galerio (en griego: αψίδα του Γαλερίου o Kamara, en griego: καμάρα) y la Rotonda de Galerio (ροτόντα του Γαλερίου) son monumentos cercanos de la ciudad de Tesalónica, en la región de Macedonia Central, al norte de Grecia. Ambas estructuras fueron declaradas Patrimonio de la Humanidad en 1988 dentro de la denominación Monumentos paleocristianos y bizantinos de Tesalónica con el código 456-02.

## Historia
En el siglo IV, el emperador romano Galerio ordenó construir estas dos estructuras como elementos de un recinto imperial anejo a su palacio de Tesalónica, cuyos restos han sido encontrados al suroeste.
Estos tres monumentos estaban conectados por una calzada que constituía la arteria este-oeste de la ciudad y que atravesaba el Arco en su intersección con la Vía Egnatía. Sirviéndose de su monumentalidad, el Arco de Galerio enfatizó el poder del emperador, que vinculaba la construcción de grandes estructuras con la prosperidad de la Tesalónica del siglo IV. El arco se compone de un núcleo de mampostería revestido de paneles escultóricos de mármol que conmemoran la victoria sobre los persas sasánidas, entre otras hazañas del emperador. En la actualidad se conserva menos de la mitad del arco original.

## Rotonda de Galerio
La Rotonda de Galerio está a 125 metros al noroeste del Arco de Galerio. Es conocida también como Iglesia ortodoxa griega de San Jorge o iglesia de la Rotonda, o simplemente Rotonda. El edificio cilíndrico fue construido en 306 por orden del emperador Galerio, como templo del dios Zeus, o como templo dedicado a las deidades mitológicas Cabiros, o como posible mausoleo propio. Si en su concepción original pretendía ser un templo, no se conoce a qué dios estaba dedicado exactamente, ni tampoco si fue construido finalmente como el mausoleo del emperador porque su cuerpo no fue enterrado aquí.
La Rotonda tiene un diámetro de 24,5 metros y sus muros son de más de 6 metros de espesor, razón por la cual ha sobrevivido a todos los terremotos de Tesalónica. Las paredes están interrumpidas por ocho vanos rectangulares. El vano meridional conforma la entrada. La cúpula de ladrillo, con una altura máxima de 30 metros, corona la estructura cilíndrica. En su diseño original, la cúpula estaba coronada por un óculo, como en el Panteón de Agripa de Roma. 

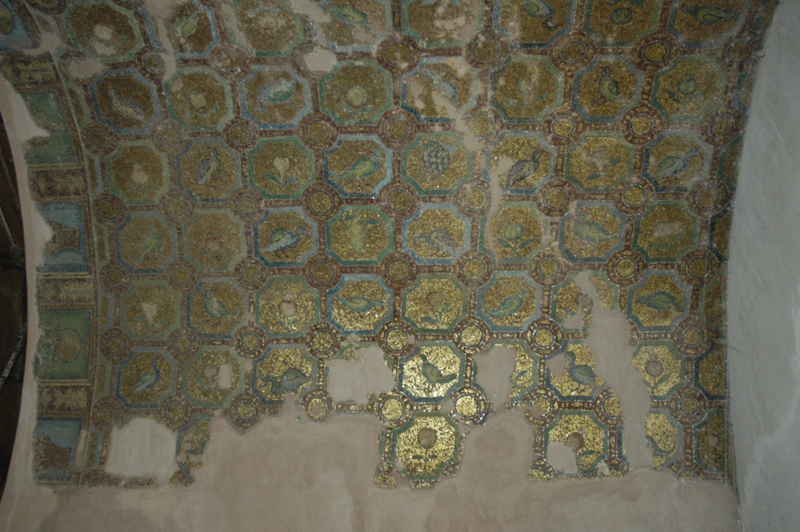
Mosaicos en una de sus bóvedas interiores.

### Usos de la Rotonda
Después de la muerte de Galerio en el 311 d. C., el cuerpo del emperador no llegó a Tesalónica y fue enterrado en Gamzigrad (Felix Romuliana) cerca de Zajecar, Serbia; por lo que la estructura permaneció vacía hasta que el emperador Constantino I ordenó que fuera convertida en una iglesia cristiana en el siglo IV. Como iglesia fue adornada con mosaicos de alta calidad artística. Algunos restos se han conservado de la decoración original, como por ejemplo, una representación de San Cosme y San Damián con las manos alzadas en actitud orante delante de un conjunto arquitectónico de fantasía. La cúpula central está decorada con mosaicos con representación de Cristo y los ángeles, mientras que en el tambor alberga paneles relativos a la Jerusalén celestial. Entre los detalles del panorama decorativo interior destacan algunos edículos a la manera de ábsides, con representaciones de los símbolos y dogmas que protagonizaban los debates teológicos de la época, como la paloma coronada (Santísima Trinidad y el Imperio), algunas ovejas (símbolo de la fidelidad) y el cordero (Cristo). 

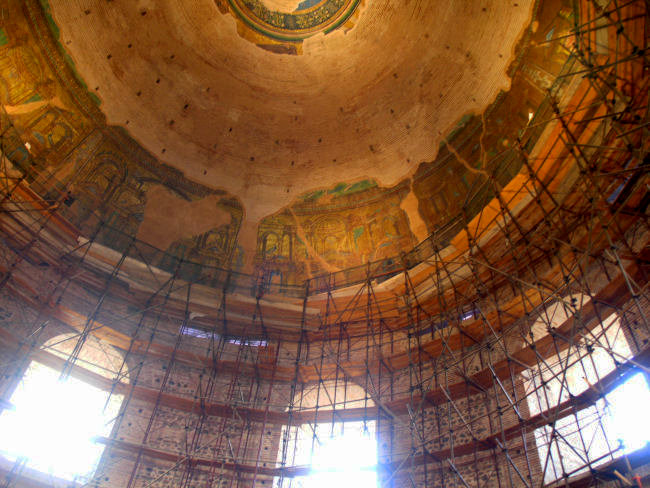
Cúpula de la Rotonda.

El edificio funcionó como iglesia durante 1.200 años hasta que la ciudad fue tomada por los otomanos. En 1590 fue convertida en la mezquita de Suleyman Hortaji Effendi, y se añadió un minarete al conjunto. Se mantuvo como mezquita hasta 1912, cuando los griegos reconquistaron la ciudad durante la Primera Guerra de los Balcanes. Fue entonces reconsagrada como iglesia, pero el minarete no fue demolido, siendo el único que se conserva íntegro en toda la ciudad. La estructura fue dañada a consecuencia del terremoto de 1978 y subsecuentemente restaurada. A partir de 2004, el minarete ha sido estabilizado por andamios. El edificio es en la actualidad Monumento Histórico a cargo del Fuero de Antigüedades Bizantinas del Ministerio griego de Cultura, aunque la Iglesia Ortodoxa de Grecia reclama su propiedad. 
La Rotonda de Galerio es la iglesia más antigua de Tesalónica, y algunas publicaciones indican que es la iglesia cristiana más antigua del mundo, aunque muchos otros templos reclaman este título. Es, sin lugar a dudas, el más importante ejemplo existente de iglesia del periodo paleocristiano de la parte helena del Imperio romano. Y también es la obra arquitectónica más representativa donde se manifiestan en armonía tres de las cuatro culturas históricas que se asentaron en Tesalónica por su origen romano, su reconstrucción paleocristiana y su remodelación otomana. En la actualidad, además de un monumento histórico, es también un espacio cultural que sirve de escenario para actividades culturales contemporáneas para disfrute de la ciudadanía tesalonicense.